# Thecomyia longicornis
Thecomyia longicornis är en tvåvingeart som beskrevs av Perty 1833. Thecomyia longicornis ingår i släktet Thecomyia och familjen kärrflugor. Inga underarter finns listade i Catalogue of Life.